# Liste antiker Ortsnamen und geographischer Bezeichnungen/Ze
| Lateinischer Name      | Griechischer Name               | Beschreibung                                    | Heute                                                                                         | Quellen und Verweise | Lage |
| ---------------------- | ------------------------------- | ----------------------------------------------- | --------------------------------------------------------------------------------------------- | -------------------- | ---- |
| Zea Portus             |                                 |                                                 |                                                                                               | Smith;               |      |
| Zebulon                |                                 | einer der Stämme des Volkes Israel in der Bibel |                                                                                               | Smith;               |      |
| Zegrensii              |                                 |                                                 |                                                                                               | Smith;               |      |
| Zeitha                 |                                 |                                                 |                                                                                               | Smith;               |      |
| Zela                   | Ζῆλα (Zēla)                     | Stadt in Pontos                                 | Zile in der Provinz Tokat in der Türkei                                                       | Smith;               |      |
| Zelasium               |                                 |                                                 |                                                                                               | Smith;               |      |
| Zeldepa                |                                 |                                                 |                                                                                               | Smith;               |      |
| Zeleia                 |                                 |                                                 |                                                                                               | Smith;               |      |
| Zeletis                |                                 |                                                 |                                                                                               | Smith;               |      |
| Zenobii Insulae        | Ζηνοβίου νησία (Zēnobiou nēsia) | Inselgruppe im Arabischen Meer                  | Churiya-Muriya-Inseln                                                                         | Smith;               |      |
| Zenodotium             |                                 |                                                 |                                                                                               | Smith;               |      |
| Zenonis Chersonesus    |                                 |                                                 |                                                                                               | Smith;               |      |
| Zephyre                |                                 |                                                 |                                                                                               | Smith;               |      |
| Zephyria               |                                 |                                                 |                                                                                               | Smith;               |      |
| Zephyrium              |                                 |                                                 |                                                                                               | Smith;               |      |
| Zephyrium              |                                 |                                                 |                                                                                               | Smith;               |      |
| Zephyrium Promontorium |                                 |                                                 |                                                                                               | Smith;               |      |
| Zernes                 |                                 |                                                 |                                                                                               | Smith;               |      |
| Zerynthus              |                                 |                                                 |                                                                                               | Smith;               |      |
| Zesutera               |                                 |                                                 |                                                                                               | Smith;               |      |
| Zeugitana Regio        |                                 |                                                 |                                                                                               | Smith;               |      |
| Zeugma, Seleucia       | Σεῦγμα (Seugma)                 |                                                 | bei Belkis am Belkis Dağı nahe Birecik im Landkreis Nizip der Provinz Gaziantep in der Türkei | PECS; Smith;         |      |